# Hannelore Kaub
Hannelore Kaub (* 7. Juli 1936 in Berlin als Hannelore Kunz; gestorben am 2. November 2017 ebenda) war eine deutsche Kabarettistin.

## Leben und Leistungen
Nachdem sie in West-Berlin Publizistik studiert hatte, wechselte sie zum Dolmetscher-Studium nach Heidelberg. 1959 schloss sie sich dort dem Studentenkabarett Das Bügelbrett an. Sie schrieb Texte, führte Regie und stieg recht schnell zur Hauptdarstellerin auf. Nach ihrer Heirat mit dem kaufmännischen Leiter Erich Kaub übernahm sie 1960 die künstlerische Leitung. In den nächsten Jahren professionalisierte sich das einstige Studentenkabarett. Das Bügelbrett war anfangs Untermieter in Räumen der Universität und zog später in ein Kino um. 1965 übersiedelte das Kabarett von Heidelberg nach West-Berlin, wo man in der Tangente in der Hardenbergstraße eine neue Spielstätte fand.
Von 1969 bis 1981 pausierte Hannelore Kaub und mit ihr Das Bügelbrett. 1981 gründete sie die Gruppe neu und wirkte wieder als Hauptdarstellerin und einzige Autorin. Anfang der 1980er Jahre wirkte sie auch in zwei Folgen des Scheibenwischers mit. Nach insgesamt 26 Programmen beendete Hannelore Kaub 1995 ihre Karriere mit dem Soloprogramm Das Allerletzte.

## Auszeichnungen
- 1969 – Kunstpreis der Stadt Berlin
- 1988 – Ehrenpreis zum Deutschen Kleinkunstpreis